# Церковь Святого Николая (Константинополь)

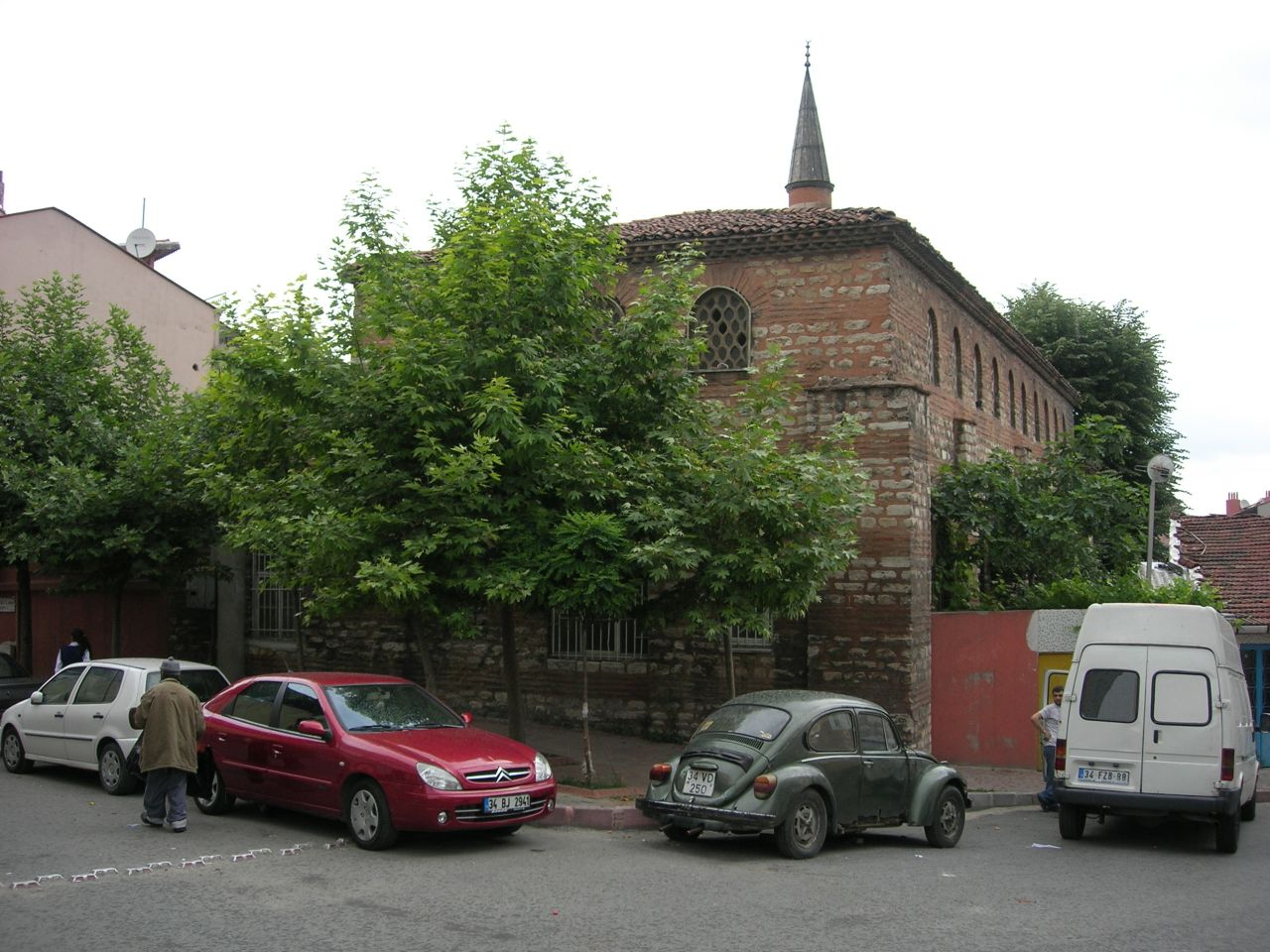
Вид с южной стороны

Церковь Святого Николая — небольшой храм (22,6 × 7,22 м), построенный на склоне шестого холма Константинополя, по-видимому, во время правления Палеологов. Это единственный поздневизантийский храм, воспроизводящий форму раннехристианских базилик.
Впервые упоминается в 1475 году, когда турки отдали его в распоряжение переселённых из Кафы генуэзцев и армян. В 1630 году султан Мурад IV отобрал здание у монахов-доминиканцев и устроил в нём «мечеть-кафариотов» (Кефели-джами), предварительно пристроив к ней минарет.